# Исак, Карл Оттович
Карл О́ттович И́сак (эст. Karl Isak; 5 октября 1891, Эстляндская губерния — 4 января 1955, Эстонская ССР) — передовик советского сельского хозяйства, совхозный полевод, Герой Социалистического Труда (1948), депутат Верховного совета СССР 3-го созыва.

## Биография
Карл Исак родился 5 октября 1891 года в волости Юуру уезда Харьюмаа в бедной крестьянской семье. В шестилетнем возрасте, чтобы заработать на своё содержание, он стал пастухом, за этим последовали беспросветные годы батрачества на больших хуторах.
В 1922 году Карл Исак поступил на работу на государственное сельскохозяйственное предприятие «Сымерпалу» в уезде Вырумаа. Земледельца с большим опытом не удалось устроить на работу в соответствии с его умениями. Ему пришлось согласиться на место ночного сторожа.
Когда в августе 1944 года советские войска освободили Сымерпалу от фашистских оккупантов, при участии привлечённых военной администрацией работников был восстановлен совхоз «Сымерпалу» Министерства совхозов СССР в Выруском районе Эстонской ССР, и Исаку поручили обязанности бригадира полеводческой бригады. Урожай начинал пропадать, совхоз был разорён войной. Под руководством Карла Исака крестьяне смогли вовремя и качественно приступить к работе. В тяжёлых условиях последовавших за Великой Отечественной войной лет в качестве бригадира он сумел добиться невиданных для тех времён урожаев зерновых с больших площадей. В 1947 году его бригадой было собрано в среднем 25,25 центнера всех видов зерновых с одного гектара; в том числе на площади размером в 32,4 гектара он получил 30,3 центнера ржи с одного гектара.
3 мая 1948 года Указом Президиума Верховного Совета СССР награждён званием «Герой Социалистического Труда» с вручением ордена Ленина и золотой медали «Серп и Молот». Стал первым представителем Эстонской ССР, награждённым данным званием.
В 1949 году Карл Исак вступил в ВКП(б).
В марте 1950 года избран депутатом Совета Национальностей Верховного совета СССР 3-го созыва (1950—1954) от Выруского восточного избирательного округа.
В 1951 году поэт Ильмар Сикемяэ и композитор Борис Кырвер написали песню, посвящённую первому эстонскому Герою Социалистического Труда Карлу Исаку ("Laul sotsialistliku töö kangelasest).
Скончался 4 января 1955 года. Похоронен на кладбище Пинди Выруского района.
9 июля 1972 года по инициативе совхоза «Сымерпалу» в последнем месте жительства Карла Исака была открыта памятная доска.